# 米拉什鄉
46°49′N 24°26′E / 46.817°N 24.433°E
米拉什鄉（羅馬尼亞語：Comuna Milaș, Bistrița-Năsăud），是羅馬尼亞的鄉份，位於該國西北部，由比斯特里察-訥瑟烏德縣負責管轄，面積49平方公里，海拔高度378米，2007年人口1,494，人口密度每平方公里30人。